# Levertransplantatie
Een levertransplantatie bestaat uit het transplanteren van een gezonde lever (of een deel daarvan) van de ene persoon in het lichaam van een andere persoon (de patiënt) van wie de lever onvoldoende functioneert, zoals dat onder andere het geval kan zijn bij cirrose en leverfalen. De personen die donor zijn, waren in het begin overleden personen met een gezonde lever. 
In 1963 werd de eerste levertransplantatie uitgevoerd door Thomas Starzl. In België werd de eerste levertransplantatie in 1969 verricht. De patiënt overleed een maand later aan longontsteking. De eerste levertransplantatie in Nederland werd in 1979 uitgevoerd. 
In 1989 werd de eerste levertransplantatie uitgevoerd vanuit een levende donor. Sindsdien is ook transplantatie mogelijk van een deel van de lever van een gezond persoon. In 2012 is de eerste transplantatie via een kijkoperatie van een volledige linker leverkwab in Europa uitgevoerd in het UZGent.
In 2005 was circa 75% van de getransplanteerden na tien jaar nog in leven.